# Czyżemin
Czyżemin – wieś w Polsce położona w województwie łódzkim, w powiecie pabianickim, w gminie Dłutów.
Wieś kapituły katedralnej krakowskiej w powiecie piotrkowskim województwa sieradzkiego w końcu XVI wieku. W latach 1975–1998 miejscowość administracyjnie należała do województwa piotrkowskiego.
W 2011 roku miejscowość zamieszkiwało 155 osób. 

## Historia
Czyżemin jest jedną z najstarszych osad włości pabianickiej. Książę panujący przysłał ludzi do karczowania lasów w dobrach Chropy. Tu pracowali i osiedlali się. Czyżemin była to posiadłość władyki – rycerza Czyżema. Pierwszą jednak wzmiankę o miejscowości zarejestrowano z roku 1251, kiedy to książę łęczycki i kujawski zwrócił Kapitule Krakowskiej wieś Cesemino oderwaną jak mówi dokument ''przed dawnymi czasy''. Jednocześnie książę uwolnił Czyżemin i inne wsie z danin. Czyżemin należał i należy do parafii w Tuszynie. We wsi było wójtostwo na 2 łanach, do wójta należał dochód z karczmy, bywało jednocześnie 3 lub 4 wójtów we wsi. Wójtostwa zanikły do 1737 roku kiedy to odnotowano to w protokoło lustracyjnym dóbr kapituły krakowskiej. W 1531 roku wieś nosiła nazwę Cziżemin. Odnotowano też wtedy istnienie młyna we wsi. Wieś liczyła w 1533 roku 13 kmieciów gospodarujących na 8 łanach. W 1827 roku wieś liczyła 196 mieszkańców 118 domów. W 1881 roku we wsi żyło 180 mężczyzn i 193 kobiety w 48 budynkach mieszkalnych użytkowali oni 664 morgi ziemi, była również osada leśna zamieszkana przez 4 osoby.  W 1923 roku liczyła 63 rodziny polskie i także 9 rodzin niemieckich użytkowali oni 852 morgi ziemi. W czasie działań wojennych II wojny światowej uległo zniszczenie 8 domów i 16 budynków inwentarskich, ich wartość oszacowano na 42 tys. złotych przedwojennych. W czasie II wojny światowej wieś została podzielona na baorstwa, trzech mieszkańców zostało wysłanych do obozu skąd nie wrócili a część mieszkańców wysiedlono. Gdy zbliżał się front rosyjski od strony Tuszyna Czyżemin ocalał, ponieważ na jego początku były okopy i Niemcy uciekli przez Wolę.  W dniu 14 marca 1945 wieś liczyła 268 Polaków i 45 Niemców. Po II wojnie światowej uruchomiono szkołę podstawową. W roku szkolnym 1946/1947 miała ona 78 uczniów zamknięto ją w 1976 roku a uczniów przeniesiono do Dłutowa. We wsi była również ochotnicza straż pożarna w której odbywały się zabawy taneczne, straż rozebrano ze względu na zły stan techniczny, przez lata teren ten zarósł a obecnie jest tam miejsce do spotkań wiejskich. W 1999 roku wieś liczyła 145 mieszkańców mieszkających w 57 domach. Czyżemin liczy 345,52 ha ziemi. We wsi znajdują się pozostałości sklepu i na jej terenie działa kilka żwirowni i dwie hodowle borówek amerykańskich.